# Althenia filiformis
Althenia filiformis é uma planta aquática de pequenas dimensões, anual e que se desenvolve em ambientes salgados, pouco profundos e que secam no verão (p.ex. salinas). Era considerada extinta em Portugal (sem observações desde 1853), mas foi redescoberta no estuário do Mondego e na Ria Formosa.